# Habropoda tarsata
Habropoda tarsata je врста инсекта из реда опнокрилаца и фамилије Apidae. 

## Опис
Код оба пола исти је распоред обојених длака, тј. у предњем делу су риђе, затим црне и на крају беле. Лице код женки је у потпуности црно, док су код мужјака присутне жуте шаре. Женке имају чуперак длачица на горњој усни (labrum) и четкица за сакупљање полена је добро развијена. Ова врста личи на бумбаре, а мужјаци се од њих разликују по постојању жутих шара на лицу. Величина тела је од 17-18 мм. 

## Распрострањење
Распротрањење ове врсте обухвата Северни Медитеран, Левант и Русију.  У Србији је ретко бележена. 

## Биологија
Среће се у априлу и мају. Храни се биљкама из породице Fabaceae. Женке јаја полажу под земљом. 

## Конзервациони статус
На Црвеној листи IUCN-a означена је као LC (последња брига).

## Синоними
- Anthophora tunicata Gistel, 1857
- Podalirius tarsatus (Spinola, 1838)
- Tetralonia tarsata Spinola, 1838